# Вахтендонк
Вахтендонк (нім. Wachtendonk) — громада в Німеччині, знаходиться в землі Північний Рейн-Вестфалія. Підпорядковується адміністративному округу Дюссельдорф. Входить до складу району Клеве.
Площа — 48,1 км2. Населення становить 8107 ос. (станом на 31 грудня 2020).

## Галерея

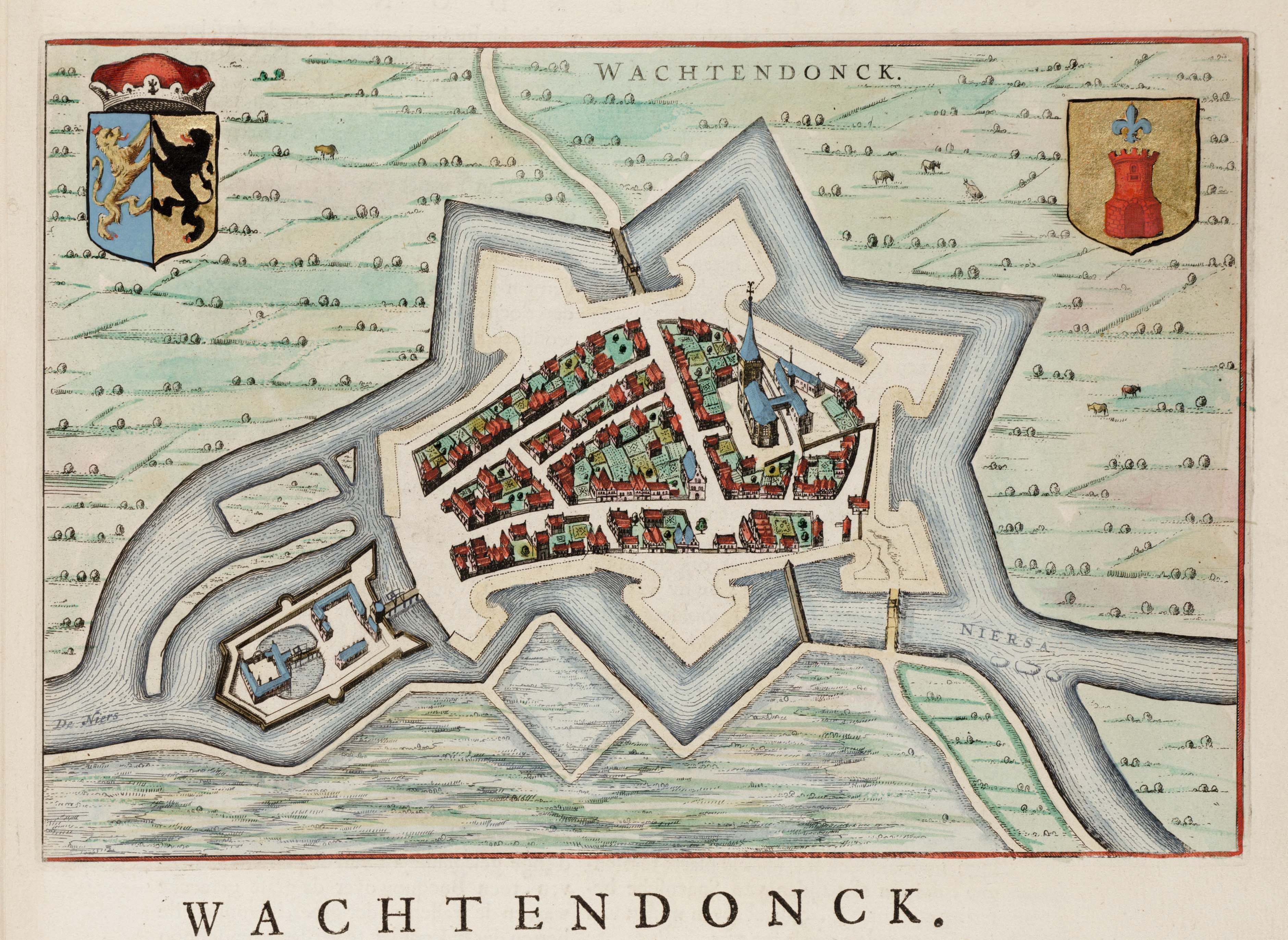
Місто і замок Вахтендонк, 1649 р.
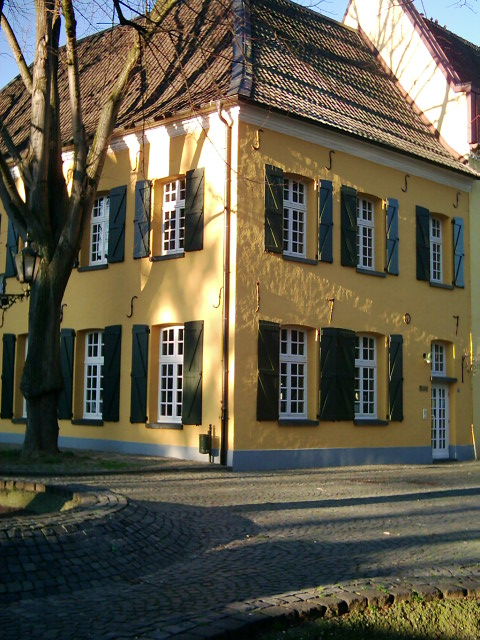
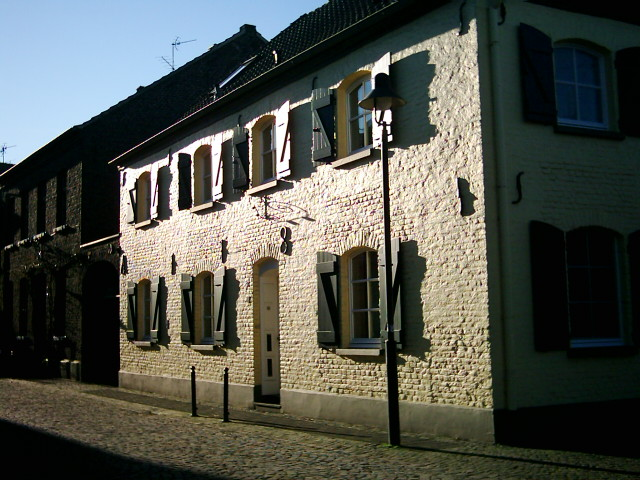
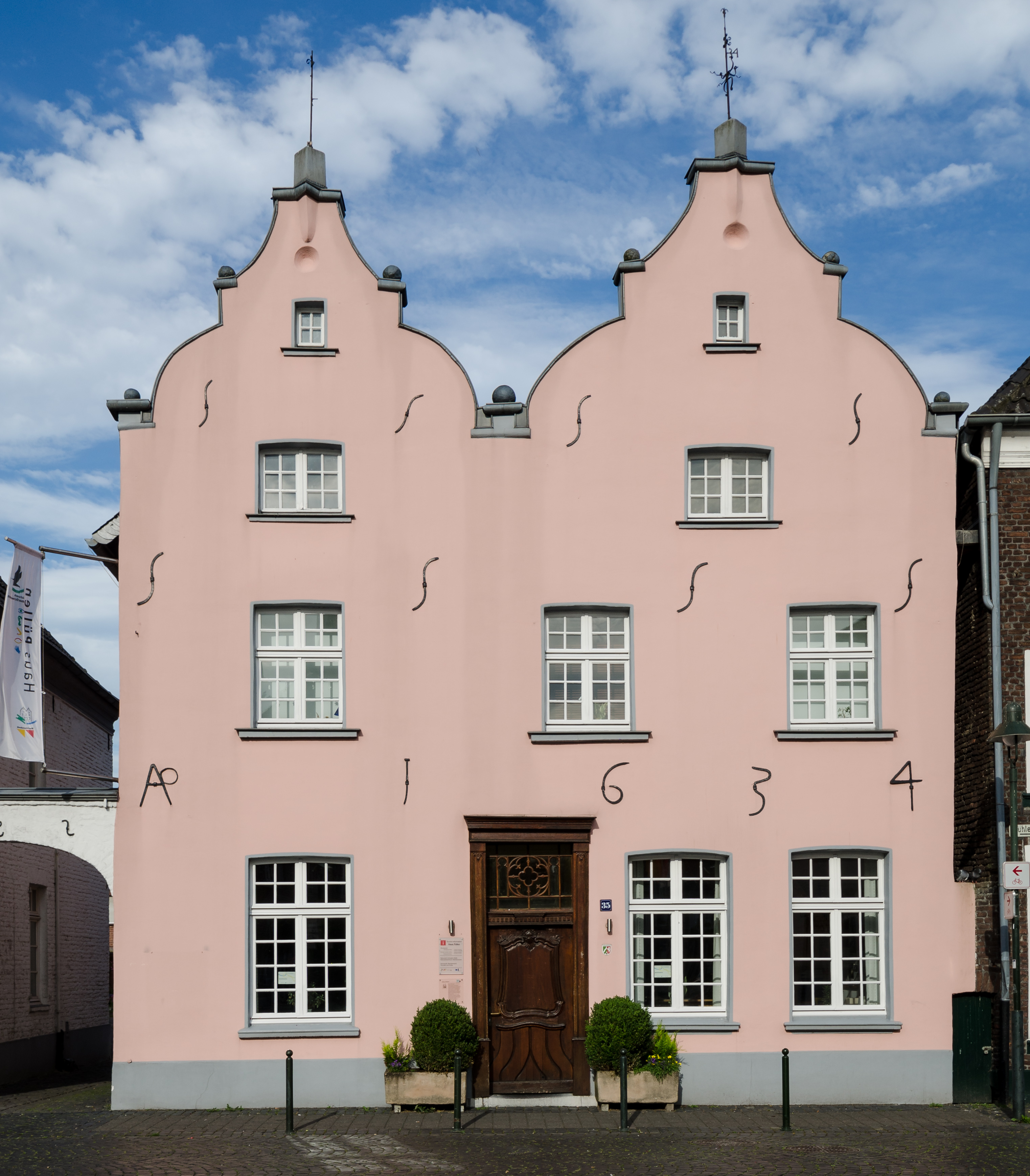
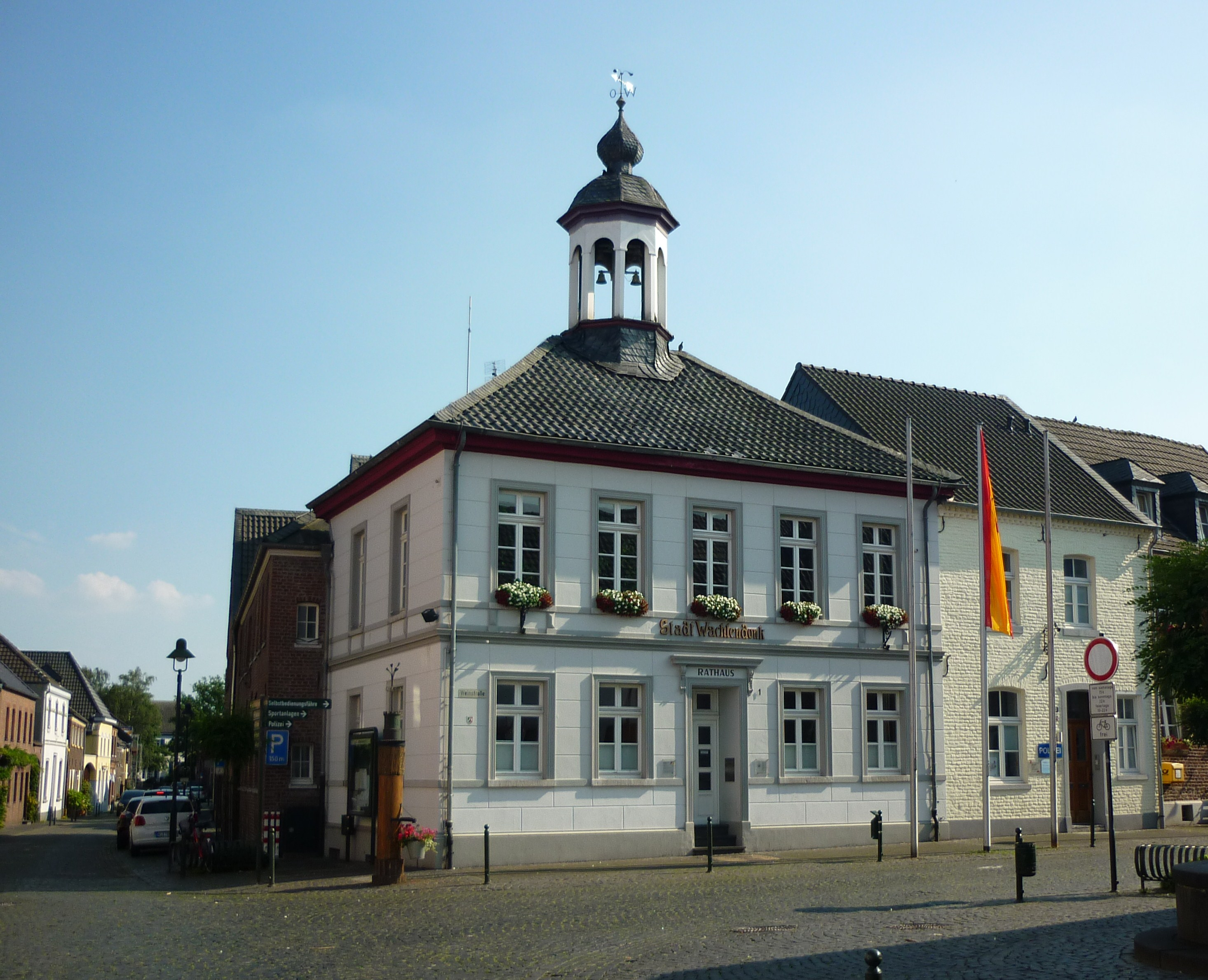